# Trebiševo
Trebiševo je bivše samostalno naselje s područja današnje općine Tomislavgrad, Federacija BiH, BiH.

## Povijest
Za vrijeme socijalističke BiH ovo je naselje pripojeno naselju Kongora.